# Warenpreisklausel
Eine Warenpreisklausel, auch Sachwertklausel, ist eine Wertsicherungsklausel, die in einem Vertrag bestimmt, dass ein Vertragspartner seine Geldleistungen bei Fälligkeit jeweils in Mengen Geld zu erbringen hat, die ausreichen, um entweder eine bestimmte Menge eines Realgutes (z. B. Gold), wahlweise mehrere Realgüter (z. B. Gold oder Silber) oder mehrere Realgüter in einem bestimmten Verhältnis zueinander (z. B. Gold plus Silber oder Rohkupfer plus Kautschuk plus Zinn) kaufen zu können. Es ist dabei nicht beabsichtigt, diese Realgüter tatsächlich zu kaufen.

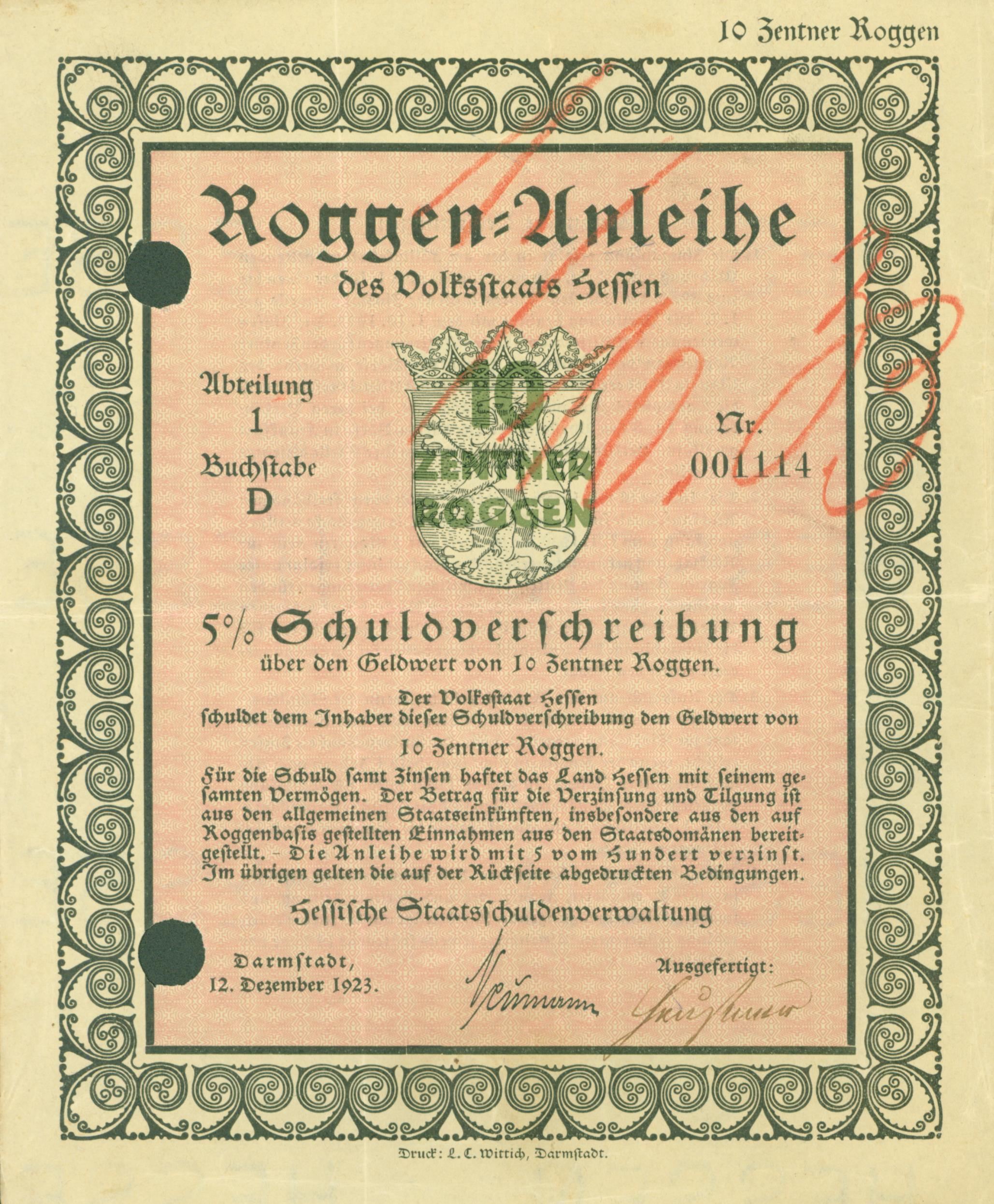
Roggen-Anleihe des Volksstaats Hessen vom 12. Dezember 1923

Eine solche Klausel dient dem Schutz vor Inflation. Durch die Inflation steigen die zugrunde liegenden Realgüter im Wert, dadurch erhält der Gläubiger im Inflationsfall eine Rückzahlung, die um die Inflation bereinigt ist. Entsprechend kann der Nominalzins niedriger vereinbart werden, weil er das Inflationsrisiko nicht mit abdeckt. Eine ähnliche Wirkung haben Inflationsindexklauseln z. B. bei Inflationsindexierten Anleihe.
Erfolgt die Kopplung der Forderung an Gold, spricht man auch von einer Goldklausel.  Kurt Lubasch fasst Warenpreisklauseln, einschließlich Goldklauseln, und Währungsklauseln – Klauseln, die die Forderung an den Gegenwert einer bestimmten Menge einer Währung oder mehrerer Währungen binden –, unter dem Begriff Geldwertsicherungsklausel zusammen, den er speziell auf die Amortisation von Krediten anwendet.
In England und Schottland wurden Geldforderungen wahrscheinlich bereits im 16. Jh. an Warenpreise gebunden: William Stanley Jevons merkte an, dass während der Regierungszeit von Elisabeth I. (1559–1603) die Colleges von Oxford, Cambridge und Eton rechtlich verpflichtet waren, ihr Land gegen an Getreide gekoppelte Zahlungen (corn rents) zu verpachten. Laut Irving Fisher waren corn rents im Schottland des ausgehenden 17. Jahrhunderts verbreitet, laut Alfred Marshall kam es vor, dass der Kirchenzehnt an Getreidepreise gebunden war.
Historisch wurden Warenpreisklauseln in der Hyperinflation in den 1920er Jahren in Deutschland viel genutzt. Eine verbreitete Form waren damals Roggenanleihen, die von verschiedenen Roggenbanken herausgegeben wurden. Sie dienten der Finanzierung der Landwirtschaft und waren daher mit der Roggenernte des Folgejahres abgesichert. Nach der Inflation wurde als Sicherungsgut überwiegend Gold verwendet. Dies entsprach funktional der Golddeckung von Währungen, die aber im Ersten Weltkrieg aufgegeben wurde. Ohne eine Geldwertsicherungsklausel in Gold waren deutsche Staatsanleihen in den 1920er Jahren nahezu unverkäuflich, lediglich eine Anleihe aus 1927 kam ohne sie aus. In der Zeit des Nationalsozialismus wurde die Verwendung von Geldwertsicherungsklauseln gesetzlich eingeschränkt, in der Bundesrepublik Deutschland war die Verwendung genehmigungspflichtig.
Heute spielen warengebundene Geldwertsicherungsklauseln keine Rolle mehr, Inflationsindexklauseln werden hingegen umfangreich genutzt.